# Куп шест нација 2005.
Куп шест нација 2005. (службени назив: 2005 RBS 6 Nations) је било 111. издање овог најелитнијег репрезентативног рагби такмичења Старог континента, а 6. од проширења Купа пет нација на Куп шест нација.
Такмичење спонзорисано од Краљевске банке Шкотске, освојио је Велс. Поред двадесет треће титуле првака Европе, "Змајеви" су освојили и девети Гренд слем у историји, пошто су победили све противнике. На другом месту завршила је Француска, а Италија је изгубила све мечеве.

## Учесници
Напомена:
Северна Ирска и Република Ирска наступају заједно.
|   | Селекција                      | Стадион                             | Селектор      |
| - | ------------------------------ | ----------------------------------- | ------------- |
| 1 | Рагби репрезентација Француске | Стад де Франс, Париз (81 338)       | Бернар Лапорт |
| 2 | Рагби репрезентација Италије   | Стадион Фламинио, Рим (30 000)      | Џон Керван    |
| 3 | Рагби репрезентација Енглеске  | Стадион Твикенам, Лондон (82 000)   | Енди Робинсон |
| 4 | Рагби репрезентација Шкотске   | Стадион Марифилд, Единбург (67 144) | Мет Вилијамс  |
| 5 | Рагби репрезентација Велса     | Стадион Миленијум, Кардиф (74 500)  | Мајк Рудок    |
| 6 | Рагби репрезентација Ирске     | Кроук парк, Даблин (82 300)         | Еди О'Саливен |

## Такмичење

### Прво коло
Француска - Шкотска 16-9
Велс - Енглеска 11-9
Италија - Ирска 17-28

### Друго коло
Италија - Велс 8-38
Шкотска - Ирска 13-40
Енглеска - Француска 17-18

### Треће коло
Шкотска - Италија 18-10
Француска - Велс 18-24
Ирска - Енглеска 19-13

### Четврто коло
Ирска - Француска 19-26
Енглеска - Италија 39-7
Шкотска - Велс 22-46

### Пето коло
Италија - Француска 13-56
Велс - Ирска 32-20
Енглеска - Шкотска 43-22

## Табела
|   | Селекција                      | ИГ | Д | Н | И | ПД  | ПП  | ПР   | ЕД | Б  |  |
| - | ------------------------------ | -- | - | - | - | --- | --- | ---- | -- | -- |  |
| 1 | Рагби репрезентација Велса     | 5  | 5 | 0 | 0 | 151 | 77  | +74  | 17 | 10 |  |
| 2 | Рагби репрезентација Француске | 5  | 4 | 0 | 1 | 134 | 82  | +52  | 13 | 8  |  |
| 3 | Рагби репрезентација Ирске     | 5  | 3 | 0 | 2 | 126 | 101 | +25  | 12 | 6  |  |
| 4 | Рагби репрезентација Енглеске  | 5  | 2 | 0 | 3 | 121 | 77  | +44  | 16 | 4  |  |
| 5 | Рагби репрезентација Шкотске   | 5  | 1 | 0 | 4 | 84  | 155 | -71  | 8  | 2  |  |
| 6 | Рагби репрезентација Италије   | 5  | 0 | 0 | 5 | 55  | 179 | -124 | 5  | 0  |  |

| Победник Купа шест нација 2005.       |
| ------------------------------------- |
| Рагби репрезентација Велса 23. титула |

## Индивидуална стастика
Највише поена
- Ронан О'Гара 60, Ирска
- Стивен Џоунс 57, Велс
- Димитри Јачвили 53, Француска
- Крис Патерсон 49, Шкотска

Највише есеја
- Марк Квејто 4, Италија
- Џејми Нун 3, Италија
- Кевин Морган 3, Италија
- Мартин Вилијамс 3, Ирска
- Шејн Вилијамс 3, Енглеска

Најбољи играч турнира
- Мартин Вилијамс, Велс